# Svenska mästerskapen i fälttävlan 1994
Svenska mästerskapen i fälttävlan 1994 avgjordes i Duseborg och Mantorp. Tävlingen var den 44:e upplagan av Svenska mästerskapen i fälttävlan.

## Resultat
| Placering | Ryttare           | Häst               |
| --------- | ----------------- | ------------------ |
| 1         | Ulf Johansson     | Cyklon             |
| 2         | Michael Petersson | Early Puritan      |
| 3         | Jenny Lindberg    | Emma               |
| 4         | Michael Petersson | AGRIAS King Edward |
| 5         | Regina Lamprecht  | Flash              |
| 6         | Jenny Hultbom     | La Femme           |